# Pedro de Medina
Pedro de Medina, dit Pierre de Medine, né en  1493 et mort en 1567 à Séville en Espagne, est un polygraphe, historien, mathématicien, astronome, hydrographe et géographe espagnol de la première moitié du XVIe siècle. Son art de naviguer a influencé Pedro Nunes et les traductions de Michel Coignet d'Anvers.

## Biographie
Humaniste et savant, astronome et cosmographe de formation, Pedro de Medina est également un mathématicien et un historien. Conseiller royal pour les instruments nautiques et les cartes maritimes, il a rassemblé dans son Art de naviguer (1545 - en espagnol Arte de navegar) l'essentiel des connaissances cosmographiques de son époque en vue de les appliquer à la navigation. Il s'agit du premier traité européen de ce type. Il y définit les loxodromies. Pedro de Medina est traduit quinze fois en France entre 1554 et 1663. Il est également édité cinq fois en Hollande (de 1580 à 1598), trois fois en Italie (de 1554 à 1609), et deux fois en Angleterre. On lui doit également un manuel de navigation El regimiento de la navegación, moins technique, un Libro de las grandezas y cosas memorables de España, une Crónica breve de España (Séville, 1548) et un Libro de la Verdad (Séville, 1549), une Tabula hispaniae geographica (Séville, 1560), et enfin une Crónica de los duques de Medina (1561).

## Œuvres
- Arte de Navegar (Vallodolid, Francisco Fernandez de Cordoba, 1545).
- L'art de Naviguer [...]. Traduit de Castillan en Françoys [...] (Lyon, Guillaume Rouillé, 1553), traduction de Nicolas de Nicolai, Geographe du tres-Chrestien Roy Henri II. Lyon : Guillaume Rouillé, 1554 (éd. originale de la traduction, 2e émission). Lyon : Guillaume Rouillé, 1561. L'édition de 1554 est rééditée par les Belles Lettres  (ISBN 2251190015).
- (es) Libro de la verdad, donde se contienen dozientos dialogos disponible sur Google livres en casa de Iuan Gracian, 1576.
- (es) Primera y segunda parte de las Grandezas y cosas notables de España disponible sur Google livres en casa de Iuan Gracian, 1595.